# Імуноглобуліни класу M
Імуноглобуліни класу M (IgM) — один із декількох ізотипів антитіл (також відомих як імуноглобуліни), які виробляються хребетними. IgM є найбільшим антитілом, і це перше антитіло, яке з'являється у відповідь на початковий вплив антигену. У випадку з людьми та іншими ссавцями, які досліджувались, селезінка, де знаходяться плазмобласти, що відповідають за вироблення антитіл, є головним місцем специфічного вироблення IgM.

## Історія
Дослідження IgM розпочалося з повідомлення у 1937 році про те, що коні, гіперімунізовані полісахаридом пневмокока, виробляли антитіла, які були набагато більшими, ніж типовий γ-глобулін кролика, з молекулярною масою 990 000 дальтонів. З огляду на його великі розміри, нове антитіло спочатку називалось γ-макроглобуліном, а потім у подальшій термінології як IgM, де «M» — «макро». V-домени нормального імуноглобуліну дуже гетерогенні, що відображає їхню роль у захисті від великої різноманітності інфекційних мікробів, і ця неоднорідність ускладнювала детальний структурний аналіз IgM. Згодом було виявлено два джерела гомогенного IgM. Високомолекулярний білок, що виробляється деякими хворими на мієломну хворобу, був визнаний γ-макроглобуліном, що виробляється пухлиною, і стало зрозуміло, що оскільки пухлина є клоном, то IgM, який вона виробляє, однорідний. У 1960-х роках були розроблені методи індукування пухлин у мишей, що продукують імуноглобулін (плазмацитоми), забезпечуючи тим самим джерело однорідних імуноглобулінів різних ізотипів, включаючи IgM. Зовсім нещодавно було встановлено, що експресія модифікованих генів імуноглобуліну в культурі тканин може бути використана для отримання IgM із певним чергуваннями і, таким чином, для визначення молекулярних вимог до особливостей отримуваного імнуноглобуліну.

## Структура
Імуноглобуліни поєднують легкі та важкі ланцюги. Легкий ланцюг (λ або κ) являє собою білок зі ~220 амінокислот, що складається з варіабельного домену VL (сегмент приблизно 110 амінокислот) і константного домену CL (також довжиною приблизно 110 амінокислот). Важкий ланцюг µ IgM являє собою білок ~576 амінокислот і включає змінний домен (VH ~110 амінокислот), чотири різні домени константної ділянки (Cµ1, Cµ2, Cµ3, Cµ4, кожен ~110 амінокислот) та «хвіст» з ~20 амінокислот. Важкий ланцюг µ містить олігосахариди з п'ятьма залишками аспарагіну. Олігосахариди на IgM мишей та людей частково характеризуються різноманітними методами, включаючи NMR, зв'язування лектину, різні хроматографічні системи та ферментативну чутливість. Структура олігосахаридів на кожній ділянці відрізняється в деталях, а переважаючі олігосахариди — біантенарні, трикутні, високоманозні — відрізняються між ділянками.

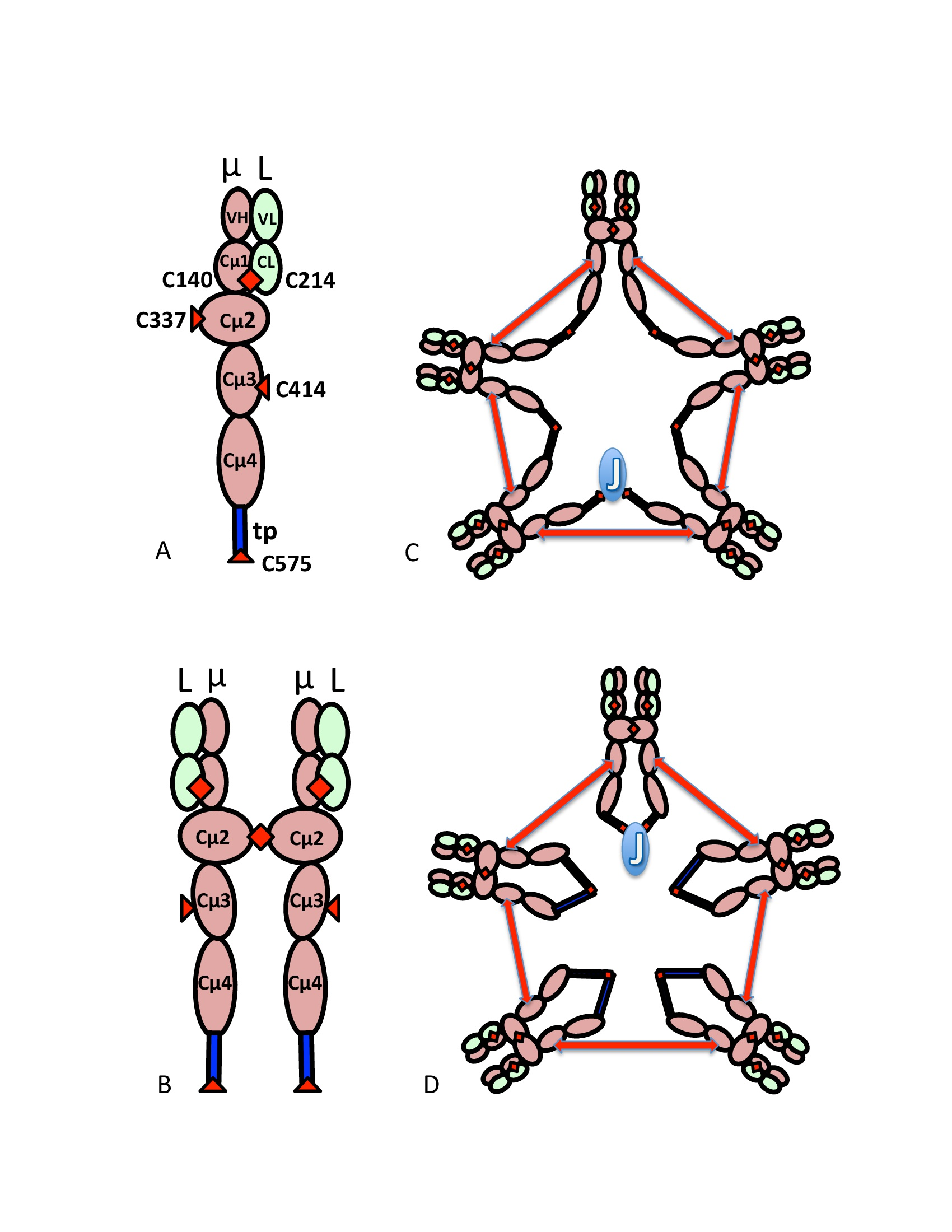
Рисунок 1. Схематична модель IgM
A) Гетеродимер µL, який іноді називають півмером, із змінними (VH, VL) та доменами константних ділянок (Cµ1, Cµ2, Cµ3, Cµ4tp; CL). Цистеїни, що опосередковують дисульфідні зв'язки між µ-ланцюгами, показані у вигляді червоних наконечників стрілок, так що дисульфідний зв'язок цистеїну виглядає у вигляді червоних ромбів.
B) «Мономер» IgM (µL)2. Дисульфідні зв'язки між доменами Cµ2 позначені червоним ромбом.
C, D) Дві моделі пентамера IgM, що містять J-ланцюг, які в різні періоди з'являлись у різних публікаціях. Як і у (B), дисульфідні зв'язки між доменами Cµ2 і дисульфідні зв'язки між доменами Cµ4tp позначені червоними ромбами; дисульфідні зв'язки Cµ3 представлені (для наочності) довгими червоними стрілками. Зв'язок, тобто міжланцюговий дисульфідний зв'язок µ-ланцюгів, позначається як електричний зв'язок. У (C) дисульфідні зв'язки Cµ3 приєднуються до µ-ланцюгів паралельно до дисульфідних зв'язків Cµ4tp, і ці дисульфідні зв'язки приєднуються до µ-ланцюгів послідовно з дисульфідними зв'язками Cµ2. У (D) дисульфідні зв'язки Cµ2 та Cµ4tp приєднуються до µ-ланцюгів паралельно, і обидва типи приєднуються до µ-ланцюгів послідовно з дисульфідними зв'язками Cµ3..

Мультимерна структура IgM схематично показана на Рисунку 1. На Рисунку 1А показаний «гетеродимер», що складається з одного легкого ланцюга, позначеного L, і одного важкого ланцюга, позначеного µ. Важкий і легкий ланцюги утримуються разом як за допомогою дисульфідних зв'язків (зображених у вигляді червоних трикутників), так і за допомогою нековалентних взаємодій.
Рисунок 1B показує дві частини µL, пов'язані дисульфідним зв'язком у доменах Cµ2; цю структуру (µL)2 часто називають «мономером IgM», оскільки вона в деякому відношенні є аналогом структурі імуноглобуліну G (IgG).
На основі його швидкості седиментації та появи на електронних мікрофотографіях було зроблено висновок, що IgM в основному є «пентамером», тобто полімером, що складається з п'яти «мономерів» [(µL)2]5, і спочатку був зображений на моделях на Рисунках 1С та 1D, з дисульфідними зв'язками між доменами Cµ3 та між хвостовими частинами. Також показано, що пентамерний IgM включає третій білок, J-ланцюг. J-ланцюг («J» — від англ. joining — «з'єднання») виявлено як ковалентно пов'язаний компонент полімерних IgA та IgM. J-ланцюг — це невеликий (~137 амінокислот), кислий білок.

### Молекулярні вимоги до формування полімерного IgM
Спочатку очікувалося, що J-ланцюг буде важливим для утворення полімерних імуноглобулінів, і справді полімеризація IgA сильно залежить (але не абсолютно) від J-ланцюга. На відміну від цього, полімерний IgM ефективно утворюється за відсутності J-ланцюга.
Переважною формою IgM людини та миші є пентамер. Для порівняння, IgM шпоркової жаби — це переважно гексамер, IgM кісткових риб — переважно тетрамер, а IgM хрящових риб (акули) — переважно пентамер. Незважаючи на переважання пентамеру серед IgM мишей та людей, було очевидно, що ці IgM також можуть існувати як гексамер. Подальші дослідження з використанням рекомбінантних систем експресії ДНК показали, що гексамер є основною формою IgM мишей, коли IgM виробляється в умовах, в яких запобігається включенню J-ланцюга, або вироблення IgM у клітинах, у яких відсутні J-ланцюги, або продукуванням IgM з важким µ-ланцюгом, в якому бракує цистеїну в хвостовій частині. Таким чином, гексамерний IgM ніколи не містить J-ланцюга; пентамерний IgM може бути утворений таким чином, щоб включати або не включати J-ланцюг.
Важливою відмінністю між важкими µ- та γ-ланцюгами є доступність цистеїнів для утворення дисульфідних зв'язків між важкими ланцюгами. У разі важкого γ-ланцюга єдині між-γ-зв'язки утворюються цистеїнами в шарнірі, і відповідно кожен γ-ланцюг зв'язується лише з одним γ-ланцюгом. На відміну від цього, домени Cµ2 та Cµ3 та хвостова частина містять цистеїн, який утворює дисульфідний зв'язок з іншим µ-ланцюгом. Цистеїни в доменах Cµ2 опосередковується утворенням мономерного IgM (µL)2. Хвостова частина разом із включеним цистеїном необхідна і достатня для утворення полімерних імуноглобулінів. Тобто, видалення хвостової частини з важкого µ-ланцюга запобігає утворенню полімерного IgM. І навпаки, клітини, що експресують γ важкий ланцюг, який був модифікований, щоб включати хвостову частину, виробляють полімерний IgG.
Роль цистеїну в домені Cµ3 є більш тонкою. Рисунки 1С і 1D зображаючть можливі моделі для пентамерного IgM. У цих моделях передбачається, що кожен µ-ланцюг пов'язуватиме два інших µ-ланцюги. Однак жодна з моделей не може повністю врахувати структуру полімерного IgM. Наприклад, модель на Рисунку 1С передбачає, що дисульфідний зв'язок між доменами Cµ2 є важливим для отримання дисульфідно-зв'язаного полімерного IgM. Модель на Рисунку 1D передбачає, що дисульфідний зв'язок між доменами Cµ3 є суттєвим. Насправді дисульфідний полімерний IgM все ще може бути виробленим, якщо якийсь із трьох цистеїнів відсутній. У контексті моделей, в яких кожен µ-ланцюг взаємодіє лише з двома іншими µ-ланцюгами, ці результати дозволяють припустити, що деякі молекули схожі на Рисунок 1С, а деякі як Рисунок 1D. Однак наявність трьох цистеїнів для зв'язків між µ-ланцюгами свідчить про те, що µ-ланцюги можуть зв'язувати три інші µ-ланцюги, як показано на Рисунку 2. У тому ж дусі на Рисунку 2С представлена модель для пентамера, що містить J-ланцюг, яка демонструє, що J-ланцюг приєднується до µ-ланцюгів, які не приєднуються до інших µ-ланцюгів цистеїнами в доменах Cµ3.

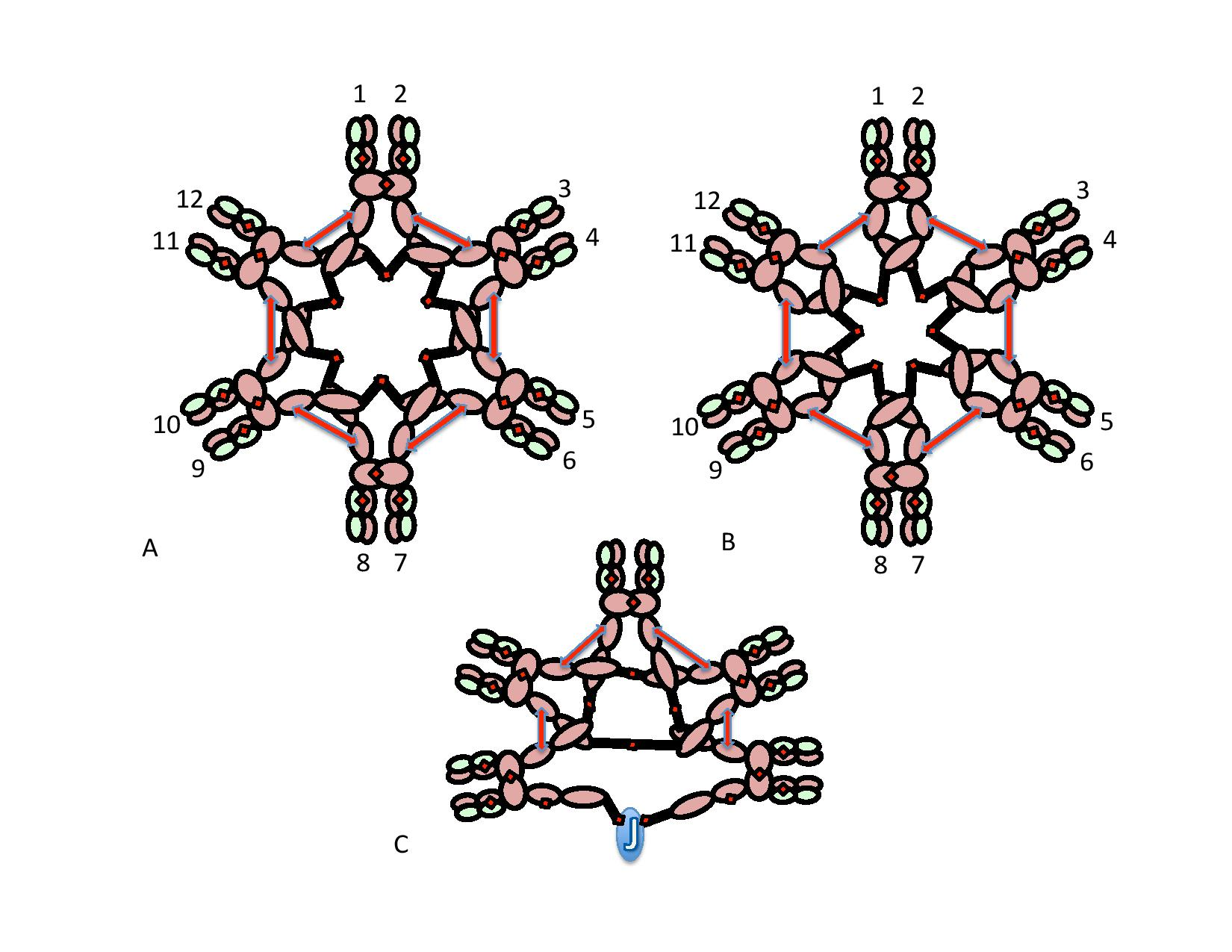
Рисунок 2. Деякі альтернативні способи зв'язування µ-ланцюгів
A, B) Ці Рисунки демонструють дві з багатьох можливих моделей дисульфідного зв'язку між µ-ланцюгами в гексамерному IgM. На Рисунку 1 дисульфідні зв'язки Cµ2 та дисульфідні зв'язки Cµ4tp позначені червоними ромбами, а дисульфідні зв'язки Cµ3 — довгими червоними стрілками. В обох моделях A і B кожен тип дисульфідного зв'язку (Cµ2-Cµ2; Cµ3-Cµ3; Cµ4tp-Cµ4tp) з'єднує µ-ланцюги послідовно з кожним наступним.
C) Це зображення пентамерного IgM ілюструє, як J-ланцюг може бути зв'язаний з µ-ланцюгами, які не зв'язані дисульфідними зв'язками Cµ3

Пентамерний IgM зазвичай представляється як такий, що містить один J-ланцюг на полімер, але насправді виміри стехіометрії J-ланцюга коливаються від однієї J-молекули на полімер до трьох J-молекул на полімер. Широкий діапазон може бути обумовлений технічними проблемами, такими як неповне радіомаркування або неточне визначення лінії Оухтерлоні. Однак варіація також може бути обумовлена неоднорідністю препаратів IgM, тобто різні препарати могли суттєво відрізнятися за своїм вмістом J-наявних та J-дефіцитних полімерів.

### Третинна і четвертинна структура µ-константної ділянки
Щоб отримати уявлення про детальну тривимірну структуру µ-ланцюга, окремі домени Cµ2, Cµ3 та Cµ4tp окремо продукували в кишковій паличці, а потім аналізували різними методами, включаючи швидкість осідання, рентгенівську кристалографію та NMR-спектроскопію. Як і у випадку з іншими імуноглобулінами, домени важкого µ-ланцюга мають характерні поверхневі β-листи, що містять сім ланцюгів, стабілізованих внутрішньодоменними дисульфідними зв'язками. Загалом, константна ділянка IgM має «грибоподібну» структуру, де домени Cµ2-Cµ3 є диском, аналогічним голівці гриба, а домени Cµ4tp виступають, як коротке стебло.

## Функція
IgM взаємодіє з кількома іншими фізіологічними молекулами:
1. IgM може зв'язувати компонент комплементу С1[en] і активувати класичний шлях[en], що призводить до опсонізації[en] антигенів та цитолізу.
2. IgM зв'язується з рецептором поліімуноглобуліну (pIgR) у процесі, під час якого IgM спрямовуються на поверхню слизової оболонки, такі як просвіт кишечника, та в грудне молоко. Це зв'язування залежить від J-ланцюга.[39]
3. Виявлено ще два рецептори Fc, які зв'язують IgM—Fcα/µ-R та Fcµ-R. Fcα/µ-R, подібно до pIgR, пов'язує полімерні IgM та IgA. Fcα/µ-R може опосередковувати ендоцитоз, і його експресія в кишечнику свідчить про роль у імунітеті слизової. Fcµ-R (раніше відомий як Toso/Faim3) зв'язує виключно IgM і може опосередковувати клітинне поглинання кон'югованого IgM-антигену.[40] Інактивація відповідних генів у мишей виробляє фенотип, але фізіологічні функції цих рецепторів досі невизначені[41]

### Регуляція імунної відповіді
Специфічні імуноглобуліни, які вводяться тваринам разом з їх антигеном, можуть впливати на реакцію антитіл на цей самий антиген. Ендогенні антитіла, що утворюються після первинної імунізації, також можуть впливати на реакцію антитіл на прискорювальну імунізацію, припускаючи, що подібні ефекти виникають під час фізіологічних станів. «Нормативні» ефекти можуть бути як позитивними, так і негативними. Тобто, залежно від типу антигену та ізотипу антитіла, ефектом може бути придушення або посилення реакції антитіла. Такі ефекти добре проілюстровані експериментами, що включають імунізацію ксеногенними (чужорідними) еритроцитами (червонокрівцями). Наприклад, коли IgG вводять разом з ксеногенними еритроцитами, ця комбінація викликає майже повне придушення відповіді на антитіла, специфічні для еритроцитів. Цей ефект клінічно використовується для запобігання імунізації еритроцитів резус-позитивних плодів від резус-негативних матерів, і його застосування різко зменшило частоту гемолітичної хвороби новонародженого. На відміну від ефекту IgG, антиген-специфічний IgM може значно посилити реакцію антитіл, особливо у випадку великих антигенів. Таким чином, коли IgM, специфічний для еритроцитів, вводиться тваринам (включаючи людину) разом з еритроцитами, індукується набагато сильніша реакція антитіл на еритроцити, ніж при введенні еритроцитів окремо.
Низка доказів вказують на те, що здатність IgM активувати комплемент необхідна для посилення його ефекту. Тобто, опосередковане IgM посилення не спостерігається ні у тварин, у яких виснажений компонент комплементу С3, ні у тварин-мутантів, у яких відсутні рецептори комплементу 1 і 2. Подібним чином мутований IgM, який не може активувати комплемент, не посилює імунну відповідь.
Можливим поясненням опосередкованого IgM посилення є те, що В-лімфоцити захоплюють комплекси IgM-антиген-комплементу і транспортують комплекси в ділянки селезінки, де генеруються ефективні імунні відповіді. Оскільки IgM продукується на початку імунної відповіді, і може бути важливим для ініціювання реакцій антитіл.

## Синтез
У клітинах зародкової лінії (сперматозоїди та яйцеклітини) гени, які з часом кодують імуноглобуліни, не мають функціональної форми (див. V(D)J-рекомбінація). У випадку важкого ланцюга три сегменти зародкової лінії, позначені V, D і J, лігують разом і приєднують до ДНК, що кодує константну область важкого µ-ланцюга. На початку онтогенезу В-клітини експресують важкі як µ- так і δ-ланцюги; коекспресія цих двох важких ланцюгів, кожна з яких має один і той же V-домен, залежить від альтернативного сплайсингу та альтернативних додавання полі-А ділянок. На експресію інших ізотипів (γ, ε та α) впливає інший тип перебудови ДНК, процес, який називається перемиканням класу імуноглобулінів.

## Клінічне значення
IgM є першим імуноглобуліном, що експресується у плоді людини (приблизно з 20-го тижня), і філогенетично найдавнішим антитілом, що розвивається.
Антитіла IgM з'являються на початку перебігу інфекції і, як правило, з'являються меншою мірою після подальшого впливу. Антитіла IgM не проникають через плаценту людини (лише ізотип IgG).
Ці дві біологічні властивості IgM роблять його корисним для діагностики інфекційних захворювань. Виявлення антитіл IgM у сироватці крові пацієнта вказує на недавнє зараження, а в сироватці новонародженого — на внутрішньоутробну інфекцію (наприклад, синдром вродженої краснухи).
Розвиток антидонорного IgM після трансплантації органів не пов'язаний з відторгненням трансплантата, але він може мати захисний ефект.
Часто виявляється, що IgM у нормальній сироватці крові зв'язується зі специфічними антигенами, навіть за відсутності попередньої імунізації. З цієї причини IgM іноді називали «природним антитілом». Це явище, ймовірно, пов'язане з високою активністю IgM, що дозволяє йому помітно зв'язуватися навіть із слабо перехресно реагуючими антигенами, які зустрічаються в природі. Наприклад, антитіла IgM, які зв'язуються з антигенами А і В еритроцитів, можуть утворюватися в ранньому віці в результаті впливу А- і В-подібних речовин, які присутні на бактеріях або, можливо, також на рослинних матеріалах.
Антитіла IgM в основному відповідають за скупчення (аглютинацію) еритроцитів, якщо реципієнт переливання крові отримує кров, несумісну з їх групою крові.
Мутація mu-ланцюга викликає аутосомно-рецесивну агаммаглобулінемію.